# Кальмодулін

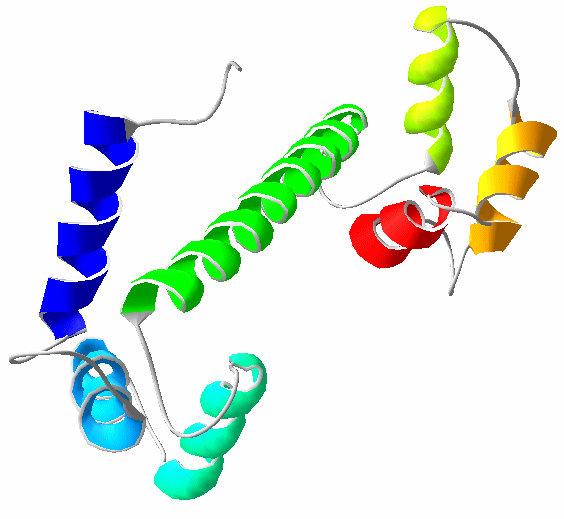
3D-структура калмодуліну.

Кальмодулін — невеликий, кислий, висококонсервативний кальцій-зв'язуючий білок, член надродини білків EF-hand; виявляється в цитоплазмі всіх еукаріотичних клітин на відміну від інших кальцій-зв'язуючих білків. Він був вперше виділений з мозку бика і секвенований в 1980 році. Молекула цього білка складається з двох глобулярних доменів, розділених центральним спіральним шарніром. Кожна глобулярна частка має по два Ca2+-зв'язуючих сайти, що містять мотив спіраль-поворот-спіраль (EF-hand). Білок складається з 148 амінокислотних залишків і має молекулярну вагу близько 16,7 кДа.
Сам кальмодулін не проявляє ферментативної активності, але є інтегральною субодиницею цілого ряду ферментів (протеїнкінази, протеїнфосфатази, фосфодіестерази, ферменти м'язової рухливості). Він зв'язує і активує більше 40 мішеней. Така різноманітність функцій і, одночасно, специфічність дії кальмодуліну, поки не знаходять пояснення. Концентрація кальмодуліну в клітині варіює в межах 5-10 мкМ і становить близько половини концентрації всіх CaM-зв'язуючих білків.

## Структура
Дотепер отримані просторові структури насиченого кальцієм кальмодуліну з кількох різних організмів з роздільною здатністю 2,2 Å, 1,7 Å і 1,0 Å. Кальцієва форма калмодулінау є витягнутою гантелеподібною молекулою з розмірами 45Å×45Å×45Å. Молекула складається з двох глобулярних доменів, розділених центральним спіральним шарніром, що складається з 28 амінокислотних залишків (спіралі D і Е). Обидві глобулярні частки структурно подібні і розташовані приблизно на одній осі з центральною α-спіралью.
Кожна глобулярна частка має по два Са2+-зв'язуючих сайта, що містять мотив спіраль-поворот-спіраль (EF-hand). Молекула містить сім спіралей, сформованих залишками 7-19 (спіраль А), 29-39 (спіраль В), 36-55 (спіраль C), 65-92 (спіраль D), 102–112 (спіраль Е), 119–128 (спіраль F) і 138–148 (спіраль G). Спіралі двох EF-hand мотивів у кожній частці утворюють багаті залишками фенілаланіну і метіоніна гідрофобні кишені, що експонуються в розчинник і беруть участь у зв'язуванні мішеней.